# Ракиташу (Вранча)
Ракиташу (рум. Răchitașu) насеље је у Румунији у округу Вранча у општини Андрејашу де Жос. Oпштина се налази на надморској висини од 428 m.

## Становништво
Према подацима из 2002. године у насељу је живело 685 становника, од којих су сви румунске националности.